# Hans Gött
Hans Gött (* 8. Juni 1883 in München; † 12. Februar 1974 ebenda) war ein deutscher Zeichner, Graphiker und Maler.

## Leben
Hans Gött war Sohn des Altphilologen und Gymnasiallehrers Georg Gött (1848–1921) und seiner Frau Mathilde, geb. Karrer (1853–1924). Er wuchs in München auf. Da sich der Vater dem Wunsch Kunst zu studieren widersetzte, studierte Gött zunächst Architektur. 1904 gestattet der Vater doch den Besuch der Akademie der Bildenden Künste in München. Gött schrieb sich in der Zeichenklasse von Gabriel von Hackl ein. 1907 setzte er sein Studium in Paris an der Académie Colarossi und dann an der Académie Matisse fort. Er zählte zu den deutschen Künstlern des Café du Dôme. Nach einer Reise in die Bretagne und nach Südfrankreich 1909 kehrte er nach München zurück.
In München arbeitete er im Büro von Paul Ludwig Troost, ehe er ab 1912 ein eigenes Atelier am Baldeplatz einrichtete, in dem er 60 Jahre lang arbeitete. 1914–1918 leistete er Kriegsdienst in Belgien, Frankreich und Siebenbürgen. 1919 wurde Gött in die Münchener Neue Secession aufgenommen und nahm regelmäßig an Ausstellungen im Münchner Glaspalast teil. Er war vor allem mit Adolf Schinnerer befreundet. Als 1937 die Münchener Neue Secession zwangsweise aufgelöst wurde, wurden auch zwei Gemälde Götts aus den Bayerischen Staatsgemäldesammlungen als „entartete Kunst“ beschlagnahmt. Dennoch wurde Gött 1944 zum Professor an der Akademie der Bildenden Künste in München ernannt. Er hatte das Amt bis 1952 inne. Ein Schüler von ihm an der Akademie war Georg Kiste. Hans Gött war ordentliches Mitglied im Deutschen Künstlerbund und ab 1957 auch der Bayerischen Akademie der Schönen Künste.

## Werk
Hans Gött war vor allem in den klassischen Gattungen Porträt, Akt- und Landschaftsmalerei tätig. In der Druckgraphik bevorzugte er die Radierung. 
In Paris lernte er die Malerei von Henri Matisse kennen, blieb aber bis auf wenige starkfarbige Versuche der Malerei von Paul Cézanne verpflichtet. In der Münchner Malerei der 1920er Jahre vertrat er wie Hugo Troendle eine klassizistische geklärte Auffassung von Landschaft und Körper. Er war in dieser Zeit mit dem Theologen Johannes Müller bekannt und noch heute befinden sich zahlreiche Werke Götts auf Schloss Elmau. Im Sommer 1928 zog der Architekt Paul Ludwig Troost ihn für die Ausstattung des Luxusdampfers Europa des Norddeutschen Lloyd heran.
Gött beteiligte sich 1938, mit einem Landschaftsgemälde, an der Großen Deutschen Kunstausstellung in München. Ansonsten schlug er sich mit Privatverkäufen durch die Jahre der Diktatur.
In den 1950er Jahren hatte er noch Aufträge, u. a. für das Deutsche Museum eine kosmische Landschaft für die geologische Abteilung und ein großes Mosaik für das Bayerische Landesvermessungsamt in München. Ab 1970 konnte er auf Grund einer Augenschwäche nicht mehr arbeiten.
Werke Götts befinden sich in der Staatlichen Graphischen Sammlung München und in den Bayerischen Staatsgemäldesammlungen.

## Illustrationen
- Ovid: Drei Bücher über die Liebeskunst. Georg-Müller-Verlag, München 1920. (Lithographien.)
- Christoph Martin Wieland: Musarion oder Die Philosophie der Grazien. Ein Gedicht in drei Büchern. Drei Masken Verlag, München 1924. (Radierungen.)
- Shakespeare: Venus und Adonis. Drei Masken Verlag, München ohne Jahr (1927). (Radierungen.)